# When You See Yourself
When You See Yourself es el octavo álbum de estudio de la banda estadounidense Kings of Leon. Fue lanzado el 5 de marzo de 2021 por RCA Records. Fue precedido por los sencillos "The Bandit" y "100,000 People", ambos lanzados el 7 de enero de 2021. Es el primer álbum de la banda en casi 4 años y medio, después de Walls (2016), marcando su brecha más larga entre los lanzamientos de álbumes de estudio.

## Promoción
La banda se convirtió en la segunda en lanzar un álbum en forma de token no fungible, un tipo de criptomoneda que contiene activos únicos como música y arte. El lanzamiento vendrá en forma de tres tipos diferentes de tokens para tres paquetes separados en una serie llamada "NFT Yourself". Contienen un paquete de álbum especial, un paquete de espectáculo en vivo y un paquete audiovisual. Los tokens fueron desarrollados y serán alojados por YellowHeart, una plataforma de venta de entradas que emplea tecnología blockchain.

## Lista de canciones
| When You See Yourself track listing |                                           |          |  |
| N.º                                 | Título                                    | Duración |  |
| 1.                                  | «When You See Yourself, Are You Far Away» | 5:47     |  |
| 2.                                  | «The Bandit»                              | 4:10     |  |
| 3.                                  | «100,000 People»                          | 5:44     |  |
| 4.                                  | «Stormy Weather»                          | 3:42     |  |
| 5.                                  | «A Wave»                                  | 5:23     |  |
| 6.                                  | «Golden Restless Age»                     | 4:33     |  |
| 7.                                  | «Time in Disguise»                        | 4:45     |  |
| 8.                                  | «Supermarket»                             | 4:58     |  |
| 9.                                  | «Claire & Eddie»                          | 4:52     |  |
| 10.                                 | «Echoing»                                 | 3:37     |  |
| 11.                                 | «Fairytale»                               | 3:55     |  |

## Posicionamiento en lista
| Lista (2021)                            | Posiciones |
| --------------------------------------- | ---------- |
| Alemania (Offizielle Top 100)           | 4          |
| Australia (ARIA)                        | 1          |
| Austria (Ö3 Austria)                    | 1          |
| Bélgica (Ultratop flamenca)             | 3          |
| Bélgica (Ultratop valona)               | 6          |
| Canadá (Billboard Canadian Albums)      | 6          |
| República Checa (ČNS IFPI)              | 70         |
| Dinamarca (Hitlisten)                   | 32         |
| Escocia (Scottish Albums Chart)         | 1          |
| Países Bajos (Album Top 100)            | 2          |
| Irlanda (OCC)                           | 1          |
| Italia (FIMI)                           | 32         |
| Nueva Zelanda (Recorded Music NZ)       | 2          |
| Polonia (ZPAV)                          | 7          |
| Suiza (Schweizer Hitparade)             | 3          |
| Reino Unido (UK Albums Chart)           | 1          |
| Estados Unidos (Billboard 200)          | 11         |
| Estados Unidos (Top Alternative Albums) | 2          |
| Estados Unidos (Top Rock Albums)        | 2          |